# Lodovico Barbiano di Belgiojoso
Lodovico Barbiano di Belgiojoso (1 grudnia 1909 w Mediolanie - 11 kwietnia 2004 tamże), architekt i urbanista włoski.

## Życiorys
Architektem był także jego ojciec, Alberico. Lodovico studiował na Politechnice w Mediolanie (1927–1932); wraz z Gianluigim Baffim, Enrico Peresuttim i Ernesto Rogersem założył w 1932 w Mediolanie biuro architektoniczne BBPR (od pierwszych liter nazwisk). Spółka BBWR należała do pierwszych przeciwników racjonalizmu w architekturze włoskiej, pozostając pod wpływem Le Corbusiera, Gropiusa i Miesa. Wprowadzali do tradycyjnych budowli nowe elementy, dbając m.in. o dobre umiejscowienie obiektu względem otoczenia naturalnego.
Niektóre prace grupy BBPR: dom wystawowy Olivetti w Nowym Jorku (1954, już po śmierci Baffiego), plany zagospodarowania przestrzennego miasta Pavia oraz regionów Aosta, Pila i Elba. Architekci wydawali pismo programowe "Quadrante". Po śmierci także Rogersa (1969) i Peresuttiego (1976) Barbiano di Belgiojoso prowadził sam biuro architektoniczne BBPR.
Był profesorem Instytutu Architektury Università Iuav w Wenecji (1955–1963) i Politechniki w Mediolanie (od 1963). W 1958 został członkiem Królewskiej Akademii Sztuki w Londynie. Laureat wielu nagród.
Niektóre projekty indywidualne: Palazzo Reale w Mediolanie (1990), siedziba INA-Casa w Cesate (1952).